# Nato a Casal di Principe
Nato a Casal di Principe è un film del 2017 diretto da Bruno Oliviero, basato su una storia vera e tratto dall'omonimo romanzo scritto a quattro mani dal produttore Amedeo Letizia e dalla giornalista Paola Zanuttini: racconta la vicenda di Paolo Letizia, fratello di Amedeo, rapito nel 1989 in circostanze misteriose e mai più tornato a casa. 
La pellicola ha per protagonisti Alessio Lapice, Massimiliano Gallo, Donatella Finocchiaro, Lucia Sardo e Paolo Marco Caterino.

## Trama
Amedeo Letizia è un ragazzo di vent’anni che sul finire degli anni 1980 da Casal di Principe a Roma per intraprendere la carriera di attore. Ha appena iniziato a muovere i primi passi, recitando nella fiction “I ragazzi del muretto”, quando il fratello minore, Paolo, viene rapito da alcuni uomini che ne fanno perdere le tracce. 
Amedeo torna nel suo paese d’origine per seguire le indagini ma l’inchiesta condotta dai carabinieri non porta a nulla. Amedeo decide quindi di intraprendere una sua personale ricerca. Si arma di fucile e con l’aiuto del cugino Marco setaccia la zona senza sapere se cercare il luogo dove Paolo è tenuto prigioniero oppure un cadavere.
I dettagli della scomparsa affiorano via via nel corso della vicenda che vede Amedeo aggirarsi per quel territorio che va dalle campagne al mare, passando per i laghi, all’affannosa ricerca di suo fratello, in un viaggio attraverso il suo passato e le contraddizioni della sua terra.

## Distribuzione
La pellicola è stata presentata in anteprima nella sezione "Cinema nel Giardino" nel corso della 74ª Mostra internazionale d'arte cinematografica di Venezia e distribuita nelle sale cinematografiche italiane a partire dal 25 aprile 2018.

## Riconoscimenti
Nastro d'argento
2018 - Nastro della legalità